# Ричард II
Ри́чард II Бордо́ский (англ. Richard II of Bordeaux; 6 января 1367, Бордо, Аквитания — между 29 января и 14 февраля 1400, замок Понтефракт, Йоркшир, Англия) — король Англии в 1377—1399 годах, представитель династии Плантагенетов, внук короля Эдуарда III, сын Эдуарда Чёрного принца и Джоанны Плантагенет — Прекрасной Девы Кента.
Став королём в десятилетнем возрасте, показал себя слабым и в то же время деспотичным правителем. Его расточительность и потворство фаворитам вызвали мятеж лордов-апеллянтов, с помощью парламента ограничивших полномочия монарха и фактически узурпировавших власть в Англии. Поздне́е король сумел освободиться от опеки и расправиться с апеллянтами, но в 1399 году был свергнут Генрихом Болингброком и заключён в замок Понтефракт, где вскоре умер.
Ричард оставил заметный след в истории Англии и её культуре, а его свержение стало первым шагом к серии феодальных междоусобиц во второй половине XV века, известных как Война Алой и Белой розы. Последние полтора года правления Ричарда изображены в пьесе Уильяма Шекспира «Ричард II», открывающей серию исторических хроник, посвящённых истории Англии конца XIV—XV веков.

## Происхождение
Отец Ричарда, принц Уэльский Эдуард, вошедший в историю под прозвищем «Чёрный Принц», был старшим из семи сыновей английского короля Эдуарда III, в период правления которого Англия находилась в состоянии войны с Францией, позже эта война вошла в историю под названием Столетней. Чёрный Принц был знаменитым полководцем, участвовал во многих битвах во Франции и в Кастилии. В 1360 году был заключён мир в Бретиньи, после которого военные действия на некоторое время прекратились. В 1362 году Эдуард III передал наследнику Пуату и Гасконь с титулом герцога Гиени. Двор принца Эдуарда находился в Бордо.
Мать Ричарда Джоанна, за свою красоту прозванная «Прекрасная Дева Кента», была дочерью Эдмунда Вудстока, 1-го графа Кента, одного из сыновей короля Эдуарда I. Отец Джоанны был казнён в 1330 году по приказу Роджера Мортимера, фактического правителя Англии в 1327—1330 годах. Его титулы и владения были конфискованы, а жена и малолетние дети, в том числе и Джоанна, арестованы. Но после казни Мортимера (за убийство Эдуарда II, расправу над Эдмундом Вудстоком, незаконное обогащение за счёт королевства и вмешательство в работу правительства страны) они были освобождены и взяты под опеку Эдуардом III, а собственность и титулы отца были возвращены старшему брату Джоанны.
Джоанна росла при дворе, где подружилась со своими двоюродными племянниками, сыновьями короля Эдуарда III. Брак с первым мужем, Уильямом Монтегю, 2-м графом Солсбери, был расторгнут. Второй муж, Томас Холланд, умер в 1360 году. Но Джоанна, после смерти братьев унаследовавшая титул графини Кент и считавшаяся одной из самых очаровательных женщин страны, недолго оставалась незамужней. Предложение ей сделал двоюродный племянник — принц Уэльский Эдуард, старший сын и наследник короля Эдуарда III. Он давно был влюблён в прелестную кузину. Его родители, а также архиепископ Кентерберийский, предостерегали Эдуарда от этого брака, поскольку был жив Уильям Монтегю, 2-й граф Солсбери, первый муж Джоанны. Из-за этого существовали сомнения в законнорождённости детей от последующих браков. Однако Эдуард смог настоять на своём. Свадьба состоялась в Виндзорском замке 10 октября 1361 года.

## Молодые годы

### Детство
В Гиени у принца Эдуарда и Джоанны родилось двое сыновей. Старший, Эдуард Ангулемский, появился на свет в 1365 году в Ангулеме. Второй сын, Ричард, родился в среду 6 января 1367 года в аббатстве Святого Андрея в Бордо. До 1371 года Ричард жил в Гиени. В основном его воспитанием занималась мать, а отца, который постоянно воевал, Ричард видел редко. В 1367 году принц Эдуард переболел дизентерией, после чего его здоровье ухудшилось. Он растолстел, обрюзг и постоянно испытывал боли.
В январе 1371 года принц Эдуард перебрался в Англию, где поселился в замке Беркхамстед. Кроме того, в 1372 году умер его старший и любимый сын. Больной Эдуард вёл затворнический образ жизни. Вероятно, Ричард до 1376 года жил вместе с родителями в Беркхамстеде. Он не обладал хорошими физическими данными, чем раздражал отца, считавшего, что его сын должен вырасти воином. Наставники Ричарда постоянно занимались с ним, обучая воинскому искусству, а также пытались развить силу и выносливость. Возможно, именно это воспитание развило в Ричарде чувство неполноценности, которое он не смог искоренить в себе до конца жизни.
Кроме того, молодого принца раздражали успехи его единоутробных братьев — сыновей его матери, Джоанны, от брака с Томасом Холландом. Они были намного старше Ричарда и снискали славу хороших воинов. Томас Холланд, который после смерти матери должен был унаследовать титул графа Кента, в Кастилии был посвящён Чёрным Принцем в рыцари. Джон Холланд, будущий герцог Эксетер, тоже проявил способности в освоении военных премудростей.

### Наследование престола
8 июня 1376 года умер отец Ричарда Эдуард Чёрный Принц. Король Эдуард III, переживший своего сына, в это время был уже немощен. Встал вопрос о том, кто унаследует королевский престол.
В Англии в то время не было чёткого порядка наследования короны. Поскольку старший сын умер раньше отца, оставив малолетнего сына, на корону могли претендовать и другие представители королевской династии. Кроме Чёрного Принца у Эдуарда III родилось ещё 6 сыновей. Двое из них умерли в младенчестве. Второй по старшинству сын, Лайонел Антверп, герцог Кларенс, также умер раньше отца, в 1368 году, оставив единственную дочь Филиппу. Её муж, Эдмунд Мортимер, 3-й граф Марч, считался членом королевской семьи и также мог рассматриваться как претендент на корону. Кроме того, были живы трое сыновей Эдуарда III. Наибольшие права имел старший из них — Джон Гонт, герцог Ланкастер. Права двух других сыновей, Эдмунда Лэнгли, носившего в то время титул графа Кембриджа, и Томаса Вудстока, получившего в 1377 году титул графа Бекингема, были значительно меньше.
Однако больной Эдуард оказался предусмотрительным правителем. Как сообщает Фруассар, в рождество 1376 года король провозгласил своим наследником Ричарда, заставив присягнуть ему всех баронов, рыцарей и епископов королевства, хотя и были недовольные решением короля передать корону десятилетнему ребёнку. Фактическим правителем Англии в это время являлся Джон Гонт, однако он не пользовался популярностью. Поэтому Эдуард III, который сам получил корону в 14 лет, решил, что Джону Гонту лучше управлять страной не самостоятельно, а при племяннике. В результате Ричард, получивший 20 ноября 1376 года титулы принца Уэльского, графа Честера и Корнуолла, был признан наследником короны.

## Первые годы правления

### Малолетний король
Эдуард III умер 21 июня 1377 года в королевском дворце в Ричмонде, а уже 16 июля архиепископ Кентерберийский Симон Садбери в Вестминстере короновал Ричарда. Коронация затянулась, кроме того, много времени занял банкет, мальчик утомился, и архиепископу Садбери пришлось нести его во дворец на руках. При этом Ричард по дороге потерял туфлю.
В тот момент, когда Ричард стал королём, Англия уже не была в апогее своего могущества. К 1360 году она захватила значительные территории во Франции, однако большая часть территориальных приобретений была утрачена. К моменту заключения в 1375 году перемирия в Брюгге Англия сохранила на континенте только город Кале и узкую полосу на побережье между Бордо и Байонной.
Поскольку Ричарду было всего 10 лет, самостоятельно править он не мог. Опекуном при нём выступала мать, а королевством официально управлял регентский совет из 12 человек. При этом в состав совета не входил ни один из сыновей Эдуарда III, но реальная власть в Англии принадлежала одному из них, 37-летнему Джону Гонту. Личные владения Гонта занимали треть королевства, в его дружине состояло 125 рыцарей и 132 оруженосца, а Савойский дворец на Темзе был роскошнее дворца, в котором жил Ричард. Джон обладал огромным опытом управления и военными талантами, которые отсутствовали у Ричарда. Хотя дядя короля имел не меньше прав на престол и при желании мог бы оспорить права Ричарда и после коронации, он не стал предпринимать никаких действий, чтобы изменить сложившуюся ситуацию, и всю оставшуюся жизнь оставался верным слугой короля.
В то же время при всём своём богатстве и влиянии Джон Гонт не пользовался любовью жителей Англии. Во многом с его управлением связан упадок благосостояния страны, а в начале 1377 года опрометчивое решение Гонта, явившегося с вооружённой охраной на суд над проповедником Джоном Уиклифом, вызвало бунт лондонцев. Только благодаря усилиям епископа Лондона Уильяма Кортни толпу удалось усмирить. После коронации Ричарда Джон Гонт в присутствии представителей лондонцев, которые просили короля уладить конфликт, воззвал к его милосердию, и юный король простил всех, благодаря чему завоевал репутацию миротворца.
Очень большое влияние на молодого короля имела его мать, Джоанна Кентская. До конца жизни королева-мать занималась тем, что наставляла и обучала сына искусству управления страной. Её смерть в 1385 году стала большим ударом для Ричарда.

### Крестьянское восстание
Первые четыре года правления Ричарда прошли спокойно, но внешнеполитическая обстановка оставалась сложной, поскольку Англия продолжала находиться в состоянии войны с Францией. Дополнительные проблемы создавал начавшийся в то время церковный раскол: кардиналы, недовольные тем, что ставший в 1378 году папой Урбан VI вернул в Рим папскую резиденцию, с 1307 года находившуюся во французском Авиньоне, а также его диктаторскими замашками, выбрали другого папу — Климента VII, сторонника пребывания в Авиньоне. Поскольку Франция и её союзник Шотландия поддержали Климента VII, Англия в противовес признала папой Урбана VI.
Продолжение войны требовало дополнительных средств. Кроме того, существовала демографическая проблема — население Англии значительно уменьшилось в результате эпидемии чумы, начавшейся в середине XIV века. Всё это привело к нехватке рабочих рук. Чтобы справиться с данной проблемой, правительство запретило свободное перемещение крестьян, что вызвало их недовольство.
Для компенсации военных расходов в 1379 году Палатой общин парламента был введён подушный налог, а в следующем году он был утроен. Эта мера жёстко ударила по крестьянам. Уже весной 1381 года начались волнения, а летом сразу в нескольких английских областях (Кенте, Эссексе, Восточной Англии, Хэмпшире, Сомерсете, Нортгемптоншире, Йоркшире и Виррале) вспыхнули крестьянские восстания. Их идейным вдохновителем стал священник-лоллард Джон Болл, освобождённый восставшими из тюрьмы. Под руководством кровельщика Уота Тайлера, судя по всему, имевшего военный опыт, восставшие из Кента двинулись на Лондон, разграбив по дороге резиденцию архиепископа Кентерберийского.
Ричард в это время жил в укреплённом Тауэре. Восставшие заявили, что их действия направлены не против короля, а против королевских министров: архиепископа Садбери, занимавшего должность канцлера, казначея сэра Роберта Хейлза и парламентского пристава Джона Легга, который отвечал за сбор налога в Кенте.
Восставшие, которые расположились в Блэкхите (восточное предместье Лондона), требовали восстановить свободу перемещения, отменить барщину, заменить натуральные повинности денежными выплатами, а также установить стандартную арендную плату 4 пенса за акр. Также высказывались требования о введении свободной торговли в стране и амнистии для восставших. Узнав об этом, четырнадцатилетний Ричард решил провести с ними переговоры в Гринвиче. 13 июня он переправился через реку, однако министры, испугавшись толпы, не дали королю сойти с барка и заставили его вернуться обратно, что возмутило мятежников. Последние опустошили предместья, после чего беспрепятственно перебрались через Лондонский мост в город, где разграбили Нью-Темпл и Савойский дворец Джона Гонта, который в это время вёл переговоры с шотландцами. Одновременно бунтовщики из Эссекса, которых возглавлял Джек Строу, объединившись с мятежниками из Хартфордшира, также прибыли в Лондон, где завладели Хайбери и Майл-Эндом.
Вечером того же дня Ричард по собственной инициативе обратился к восставшим со стены Тауэра, он предложил встретиться следующим днём на пустыре Майл-Энда. 14 июня Ричард в сопровождении мэра Лондона Уильяма Уолуэрта отправился на встречу с предводителями мятежников. Те выказали королю почтение и зачитали свою петицию с требованиями об отмене крепостничества и предоставления крестьянам права свободно продавать свой труд. Король согласился удовлетворить эти требования и отправился обратно в Тауэр, рассчитывая, что мятежники разойдутся. Однако во время его отсутствия эта королевская резиденция была захвачена толпой. Гарнизон замка по непонятной причине не стал оказывать сопротивления. Ворвавшись в замок, бунтовщики схватили архиепископа Садбери, Хейлза, Легга и лекаря Джона Гонта и обезглавили их на Тауэрском холме. Головы казнённых позже были выставлены на Лондонском мосту на всеобщее обозрение. Также мятежники ворвались в покои королевы-матери, сильно напугав её. После того, как толпа покинула Тауэр, Джоанну отвезли в замок Бейнард в Блэкфрайерз, туда же позже прибыл и король.
15 июня Ричард отправился на встречу с Уотом Тайлером, возглавлявшим мятежников из Кента. Их требования были ещё более радикальны — конфисковать церковные владения, ликвидировать власть знати, устранить всех епископов. Король был готов удовлетворить все эти требования, но Тайлер, не поверив Ричарду, повёл себя надменно. Сопровождавшие короля вельможи не выдержали, и люди из свиты мэра Уолуорта убили Тайлера. Возбуждённая толпа угрожающе двинулась вперёд, но положение спас король, сохранивший хладнокровие. Он призвал всех к спокойствию и объявил, что принял все предложения и просит разойтись с миром. Восставшие поверили Ричарду, который предпочёл не чинить расправу над бунтовщиками (несмотря на то, что люди мэра окружили повстанцев). Позже король посвятил в рыцари мэра Уолуорта и двух других отличившихся лондонцев, после чего отправился в замок Бейнард.
Хотя подушный налог и был отменён, восставшим не удалось добиться большего. 23 июня в Эссексе король отказался подтвердить данные им обещания, 2 июля в Челмсфорде аннулировал «данные второпях» помилования. Он сам возглавил суд в Сент-Олбансе, приговоривший к казни 15 главарей мятежников, включая Джона Болла. Однако многие бунтовщики отделались мягким наказанием, а 30 августа Ричард объявил о прекращении арестов и казней. Тем не менее, в народе сохранилась память о нарушении королём данного им слова.

### Первый брак
Вскоре после подавления крестьянского восстания встал вопрос о женитьбе возмужавшего короля. Папа Урбан VI, желавший получить эффективных союзников для борьбы против своего соперника Климента VII, организовал династический союз короля Англии с Анной Чешской, дочерью императора Священной Римской империи Карла IV от четвёртого брака с Елизаветой Померанской. Церемония бракосочетания состоялась в капелле Святого Стефана в Вестминстерском дворце 14 января 1382 года. Ричарду тогда только исполнилось 15 лет, Анна была на полгода старше его. 22 января она была коронована как королева Англии.
В самой Англии брак восторга не вызвал. Несмотря на знатное происхождение, семья невесты была бедной, из-за чего приданого за ней не дали. Более того, брат невесты получил заём в 15 тысяч фунтов. При этом, в отличие от другой претендентки на руку Ричарда — Катерины Висконти, дочери правителя Милана Барнабо Висконти, за которой отец предлагал большое приданое, Анна не была красавицей. Но выбор был сделан в угоду папе, который таким образом рассчитывал перевести Люксембургскую династию из союзников королей Франции в стан их противников. Одновременно брак повышал престиж короля Англии как зятя императора.
Брак оказался удачным: Ричард сильно привязался к жене, а после смерти матери короля в 1385 году Анна, освоившаяся к тому времени в стране, стала оказывать большое влияние на него. Вместе с ней в Англию переселилась многочисленная свита, которая сильно изменила жизнь королевского двора.

### Фавориты короля
После брака поведение короля сильно изменилось. Если до этого окружающим казалось, что из Ричарда получится хороший король, то теперь он стал вести себя очень самоуверенно, капризно и эгоистично. При этом он не терпел никаких возражений, они приводили его в бешенство, он начинал вести себя крайне оскорбительно, теряя чувство королевского и человеческого достоинства, не гнушаясь брани и оскорблений.
Как отмечают историки, одной из причин такого поведения стала слепая привязанность Ричарда к фаворитам, которыми он себя окружил. Хронист Томас Уолсингем сообщает, что они были «рыцарями скорее Венеры, а не Беллоны», из-за чего король перенял женские манеры и не интересовался мужскими занятиями вроде охоты. Фаворитов больше всего заботило собственное благосостояние, причём их отличали алчность и легкомыслие. Некоторые хронисты выдвигали предположение о гомосексуальности короля, однако современные историки сомневаются в этом.
Скверный характер Ричарда проявился уже вскоре после брака. В декабре 1381 года умер Эдмунд Мортимер, 3-й граф Марч. Его наследнику Роджеру было всего 7 лет, и король раздал владения умершего своим фаворитам. Позже подобное повторялось неоднократно. Потакая прихотям приближённых, Ричард тратил огромные средства, которых ему постоянно не хватало. Для покрытия расходов он занимал деньги, а также закладывал драгоценности. Когда канцлер Ричард Скруп попытался урезонить короля, тот сместил его с должности, нарушив закон, а архиепископа Кентерберийского Уильяма Кортни, который посоветовал королю лучше подбирать советников, король пригрозил казнить.
В период 1381—1385 годов главным любимцем Ричарда был Томас Моубрей, унаследовавший в 1383 году титул графа Ноттингема, занимавший должность камергера. Однако королю он постепенно наскучил, а после того как Томас женился на дочери Ричарда Фицалана, 11-го графа Арундела, которого Ричард очень не любил, отношения прекратились. Новым фаворитом и камергером стал его дальний родственник Роберт де Вер, 9-й граф Оксфорд.
Но реальной властью ни Томас Моубрей, ни Роберт де Вер не обладали. Ведущая роль в управлении Англией принадлежала лорду-канцлеру. Этот пост занимал Майкл де ла Поль. Вместе с бывшим наставником Ричарда, сэром Саймоном Бёрли, он держал в своих руках все нити управления государством. Бёрли имел сильное влияние на короля сначала через Джоанну Кентскую, мать Ричарда, а после её смерти — через королеву Анну. Обе женщины доверяли Бёрли, а Ричард относился к своему наставнику с глубоким почтением.
Важной фигурой в королевстве продолжал оставаться Джон Гонт, дядя Ричарда. После смерти Энрике II Трастамарского, в 1382 году, Гонт попытался организовать экспедицию в Испанию, где планировал предъявить права на кастильский престол. Однако парламент отказался финансировать экспедицию, а попытка организовать крестовый поход в Кастилию провалилась.
В 1384 году у Гонта испортились отношения с Ричардом. Виновниками ссоры стали Роберт де Вер, который подбивал короля освободиться от опекунов, и монах-кармелит Джон Латимер, который в апреле 1384 года донёс Ричарду, что Джон Гонт готовит его убийство. Однако дядя смог оправдаться перед племянником, а группа рыцарей, в том числе и единоутробный брат короля Джон Холланд, устроили самосуд и убили Латимера, что помешало узнать о том, откуда монах получил информацию. По мнению некоторых историков, за сфабрикованными против герцога Ланкастера обвинениями мог стоять Роберт де Вер, а убийство позволило это скрыть. Кроме того, из-за Гонта Ричард поссорился с другим дядей — Томасом Вудстоком, который ворвался в покои короля, пригрозив убить любого, кто посмеет обвинить в измене Джона Гонта.

### Шотландский поход
Отношения Англии с Шотландией оставались сложными. В 1381 году благодаря дипломатическому искусству Джона Гонта было заключено перемирие, которое действовало до февраля 1383 года. В конце 1383 года мирный договор был продлён, но тут вмешалась Франция, для которой Шотландия всегда была важным стратегическим партнёром в борьбе против англичан, — в 1384—1385 годах король Франции Карл VI послал в Шотландию значительную армию.
Осенью 1384 года парламент, желая отвлечь короля от его фаворитов, решил субсидировать военный поход во Францию, на чём настаивал Джон Гонт. Однако в Англии узнали о том, что возникла реальная угроза скоординированного нападения французов и шотландцев с двух сторон, поскольку в Лондон поступали сведения о французском флоте, находившемся в Слёйсе. В результате армия, которую готовили в поход во Францию, была летом 1385 года направлена в Шотландию.
Этот поход окончился безрезультатно. В самом его начале недалеко от Йорка произошёл неприятный эпизод, в котором оказался замешан единоутробный брат Ричарда, Джон. Как сообщает Фруассар, сэр Ральф Стаффорд во время ссоры убил одного из лучников Джона. Когда Ральф отправился к Джону принести извинения по поводу случившегося, Джон зарубил его мечом. Граф Хьюго де Стаффорд, отец погибшего, потребовал от короля правосудия, и Ричард поклялся наказать убийцу как обычного преступника. Хронисты сообщают, что Джоанна Кентская, мать короля, молила его пощадить брата, но тот отказал, в результате чего 8 августа она скончалась от горя. 14 сентября все владения Джона были конфискованы. Однако позже король простил его, вернув всё у него отнятое.
Поход продолжился, и королевская армия дошла до Эдинбурга, однако французы предпочли не вступать в схватку. Их командир, Жан де Вьенн, узнав о походе англичан, отступил, разграбив по дороге несколько деревень, после чего вернулся во Францию. Ричард же, которому в Шотландии было скучно, принял решение вернуться домой. Перед этим он даровал своим двум дядям герцогские титулы. Эдмунд Лэнгли получил титул герцога Йорка, а Томас Вудсток — герцога Глостера. Кроме того, лорд-канцлер Майкл де ла Поль получил титул графа Саффолка. Вернувшись в Лондон, король распустил армию.
Разочарованный случившимся, Джон Гонт, чьи войска составляли две трети королевской армии, решил вернуться к своему проекту по отвоёвыванию короны в Кастилии. На этот раз ему удалось получить от парламента деньги, и в 1386 году он отплыл в Испанию.

## Кризис 1386—1388 годов

### Конфликт с парламентом
1 сентября 1386 года на заседании парламента в Вестминстере лорд-канцлер Майкл де ла Поль запросил внушительную сумму для обеспечения обороноспособности Англии. Однако для того, чтобы её собрать, требовалось повысить налоги, что могло привести к новому восстанию. В результате парламент сформировал делегацию, которая отправилась к королю с жалобой на канцлера, требуя уволить его, а также казначея — Джона Фордема, епископа Дарема. Первоначально король отказался выполнить это требование, заявив, что по запросу парламента «не выгонит даже поварёнка из кухни», но в итоге он согласился принять делегацию из 40 рыцарей.
Ричард II совершил ещё один поступок, который озлобил знать, даровав своему фавориту Роберту де Веру титул герцога Ирландии. Присвоение такого титула дядя Ричарда — Томас Вудсток, получивший недавно титул герцога Глостера — воспринял как принижение своего статуса. В итоге вместо 40 рыцарей к королю явились двое — Томас Вудсток и его друг, Томас Фицалан, епископ Илийский, брат Ричарда Фицалана, 11-го графа Арундела, одного из бывших опекунов короля, которого тот терпеть не мог. Герцог Глостер напомнил королю, что герцогский титул имеют право носить только члены королевской семьи. Кроме того, по закону король обязан созывать раз в год парламент и присутствовать на нём. После того как Ричард обвинил дядю в подстрекательстве к мятежу, тот напомнил, что идёт война, и если король не выгонит своих советников, то парламент может его низложить.
Хотя подобное действие было незаконным, прецедент существовал: в 1327 году был смещён прадед Ричарда, король Эдуард II. Угроза подействовала, и король удовлетворил требование парламента, сместив Саффолка и Фордема, на их место были назначены епископы Илийский и Херефордский. Майкл де ла Поль попал под суд, однако вскоре большая часть обвинений была снята.
20 ноября 1386 года на парламентской сессии, вошедшей в историю как «Замечательный парламент», был назначен «Большой постоянный совет». Срок действия совета был определён в 12 месяцев. Его целью объявлялась реформация системы управления, а также стремление покончить с фаворитами и принять все меры для эффективного противодействия врагам. В состав комиссии было назначено 14 комиссаров. Из них противников короля было только трое: герцог Глостер, епископ Илийский и граф Арундел. Однако у комиссии оказались настолько широкие полномочия (она получала контроль за финансами, а также должна была распоряжаться большой и малой печатями), что король отказался её признать. Более того, он пошёл на открытый конфликт, назначив стюардом королевского двора своего друга Джона Бошана.
В феврале 1387 году Ричард находился в поездке по северу Англии. Во время неё он получил правовую помощь от главных судей королевства: верховного судьи королевской скамьи сэра Роберта Тресилиана, верховного судьи общих тяжб сэра Роберта Белкнапа, а также сэра Уильяма Берга, сэра Джона Хоулта и сэра Роджера Фултхорпа. Согласно данному ими совету, любое вторжение в прерогативы монарха было незаконным, а совершившие его могли быть приравнены к изменникам. Все судьи подписали в Ноттингеме королевскую декларацию, хотя позже и утверждали, что сделали это под давлением Ричарда.

### Мятежлордов-апеллянтов
Король вернулся в Лондон 10 ноября 1387 года и был восторженно встречен жителями столицы. Хотя все судьи поклялись держать свой вердикт в тайне, герцог Глостер и граф Арундел о нём узнали и отказались явиться к Ричарду по его вызову.
Глостер и Арундел, к которым присоединился Томас де Бошан, 12-й граф Уорик, укрылись в Харингее неподалёку от Лондона. Оттуда они отправились в Уолтем-Кросс (Хартфордшир), куда к ним стали стекаться сторонники. Их количество встревожило короля. Но хотя некоторые его фавориты, в особенности архиепископ Йоркский Александр Невилл, настаивали на том, чтобы разделаться с мятежниками, многие члены «Большого постоянного совета» не поддержали их. В результате 8 членов совета 14 ноября отправились к Уолтем, где призвали вождей мятежников прекратить противоборство. Глостер, Арундел и Уорик предъявили апелляцию (лат. accusatio) на действия фаворитов короля — графов Саффолка и Оксфорда, архиепископа Йоркского, верховного судьи Тресилиана и бывшего мэра Лондона сэра Николаса Брембра, у которого король занял большую сумму денег. В ответ посланники пригласили лордов в Вестминстер на встречу к королю.
17 ноября лорды-апеллянты встретились с королём в Вестминстерском дворце. Однако они не распускали свою армию и действовали с позиции силы, потребовав от короля ареста фаворитов с их последующим судом на заседании парламента. Король согласился, назначив слушание на 3 февраля 1388 года. Но он не спешил удовлетворять требования апеллянтов, не желая устраивать суд над своими приближёнными, которые сбежали. Архиепископ Йоркский укрылся на севере Англии, граф Саффолк отправился в Кале, а граф Оксфорд отбыл в Честер. Судья Тресилиан укрылся в Лондоне. С судьями встречался только Брембр.
Однако вскоре лорды-апеллянты узнали о том, что король их обманул. Судебные приказы, которые были выпущены от его имени парламенту, призывали всех забыть о раздорах. В итоге военные действия возобновились. К апеллянтам присоединилось ещё два знатных лорда: Генрих Болингброк, граф Дерби (сын и наследник Джона Гонта, герцога Ланкастера, дяди короля) и Томас де Моубрей, 1-й граф Ноттингем и граф Маршал (бывший фаворит Ричарда II, а теперь зять графа Арундела).
19 декабря армия апеллянтов подкараулила возвращавшегося из Нортгемптона графа Оксфорда около Рэдкот Бриджа. Сопровождавшие Оксфорда люди были захвачены, однако ему самому удалось ускользнуть и затем перебраться во Францию, где он и прожил оставшиеся годы своей жизни.
После этой битвы примирения апеллянтов с королём уже быть не могло. После Рождества в конце декабря армия мятежников подошла к Лондону. Испуганный король укрылся в Тауэре, попытавшись через посредничество архиепископа Кентерберийского вести переговоры с апеллянтами. Однако те на уступки идти не хотели и заявили о возможном низложении короля. Желая любым способом сохранить корону, Ричард сдался. Он издал новые судебные приказы для парламента, а также предписал шерифам задержать пятерых беглецов, доставив их для суда.
Члены совета, хотя срок их полномочий истёк ещё в ноябре, провели обыск в королевском дворе, король этому не препятствовал. Кроме того, были выданы предписания об аресте сэра Саймона Берли, лишившегося постов вице-камергера и хранителя Пяти портов, королевского стюарда Джона Бошана и шестерых судей, которые подписали королевскую декларацию в Ноттингеме, лишившихся своих постов. Также было уволено много других королевских служащих.
3 февраля 1388 года в холле Вестминстерского дворца собрался парламент. В центре восседал король, слева от него расположились светские лорды, справа — церковные лорды. На мешке с шерстью располагался епископ Илийский. Эта бурная парламентская сессия вошла в историю под названием «Безжалостный парламент» (англ. Merciless Parliament).
В результате его работы четверо фаворитов короля были приговорены к казни. Двое, Оксфорд и Саффолк успели бежать, но Брембр и Тресилиан под нажимом апеллянтов были казнены. Архиепископ Йоркский, как духовное лицо, сохранил жизнь, но все его владения и имущество были конфискованы. Также было казнено несколько менее знатных соратников короля. Королева Анна умоляла пощадить Саймона Берли, однако безрезультатно. Всего было казнено 8 человек. Кроме того, ряд приближённых короля были изгнаны из Англии.
Итогом данного судебного процесса было, в том числе, создание ряда прецедентов, которые в XV веке будут стоить Англии многих потрясений и приведут к Войне Алой и Белой розы.

## Временное перемирие
После того как парламент был распущен, Ричард в течение года старался вести себя тихо. Всё управление Англией находилось в руках лордов-апеллянтов. 5 августа 1388 года в результате набега шотландцев под командованием графа Джеймса Дугласа английская армия была разгромлена в битве при Оттерберне. Хотя сам Дуглас погиб, но в плен оказался захвачен главнокомандующий англичан — Генри Перси, сын Генри Перси, 1-го граф Нортумберленда.
К 1389 году внутренняя обстановка в государстве заметно улучшилась. 3 мая Ричард, которому к тому моменту исполнилось 22 года, сообщил совету, что он уже взрослый, не повторит ошибки, совершённые в молодости, поэтому готов править страной самостоятельно. Апеллянты, решив, что урок король усвоил, позволили ему обрести некоторую независимость, поскольку у них не было желания править за него всю жизнь. Хотя Ричарду всё равно полагалось управлять страной через совет, в котором ведущую роль играли канцлер и епископ Уинчестерский Уильям Уикем, казначей и епископ Эксетерский Томас Брантингем, а также Эдмунд Стаффорд — декан Йорка и канцлер Оксфордского университета, назначенный хранителем большой государственной печати.
Лорды-апеллянты в итоге занялись другими делами. Граф Арундел готовился к походу в Святую Землю, граф Дерби и герцог Глостер отправились в Пруссию, а граф Уорик удалился в свои поместья.
Нуждаясь в поддержке, Ричард попросил о помощи своего дядю Джона Гонта, который так и не смог добыть кастильскую корону и с 1387 года жил в Гаскони. Хотя его старший сын был одним из лордов-апеллянтов, Джон Гонт предпочёл во время кризиса остаться в стороне. Теперь же, получив письмо от племянника, решил вернуться. В Англию он прибыл в ноябре 1389 года, став правой рукой короля.
Постепенно король вернул себе властность и уверенность. В 1391 году он получил от парламента гарантии, согласно которым ему «позволялось пользоваться всеми королевскими регалиями, свободами и правами наравне со своими прародителями… и вне зависимости от каких-либо прежних статусов и ордонансов, устанавливающих иное, особенно во времена короля Эдуарда II, покоящегося в Глостере… и любой статут, принятый во времена упомянутого короля Эдуарда и оскорбляющий достоинство и привилегии короны, подлежал аннулированию». Кроме того, Ричард предпринял некоторые шаги для канонизации Эдуарда II, но успеха не добился.

### Смерть королевы Анны
До 1392 года в Англии было спокойно. Хотя война против Франции продолжалась, в самом государстве она мало ощущалась. Шотландия же после гибели графа Дугласа больше не беспокоила южного соседа. Однако в 1392 году произошёл скандал, связанный с предоставлением займа королю. Власти Лондона это делать отказались, хотя в то же время дали заём одному ломбардскому купцу. В итоге Ричард повёл себя так же импульсивно, как и прежде: он изгнал из Лондона мэра и шерифа, а свою администрацию перевёл в Йорк. Лондонцы пошли на попятную, выплатив королю 10 тысяч фунтов в качестве подарка. Однако отношения с королём у городских властей снова испортились.
В 1393 году против Джона Гонта началось восстание в Чешире, которое вскоре перекинулось на Йоркшир. Находившийся неподалёку граф Арундел счёл для себя лучшим не вмешиваться в происходящее. Это дало повод Джону Гонту, на которого также обрушился гнев бунтовщиков, обвинить его в подстрекательстве. От Арундела, который вёл себя все более несговорчиво и вздорно, начали отворачиваться его бывшие соратники.
7 июня 1394 года во время эпидемии чумы умерла королева Анна. Ричард, сильно привязанный к жене, был безутешен и устроил ей пышные похороны в Вестминстерском аббатстве, а часть дворца Шин, в которой умерла Анна, велел снести. Граф Арундел на заупокойную мессу опоздал, а по прибытии попросил изволения уйти раньше. Король расценил подобное поведение как личное оскорбление. Он приказал арестовать графа, после чего тот провёл несколько месяцев в Тауэре. Король освободил Арундела только после того, как тот поклялся вести себя прилично и заплатил залог в 40 тысяч фунтов.

### Ирландский поход
К этому времени в Ирландии возникла ситуация, которая требовала вмешательства короля. Многие английские бароны имели владения в Ирландии, однако их владения постепенно уменьшались по причине захвата ирландскими королями и вождями. Английская администрация в 1368 и 1380 годах издавала указы, которые предписывали баронам вернуться в свои ирландские поместья, чтобы обеспечить их защиту. Однако выполнить эти предписания оказалось почти невозможно.
В 1379 году наместником Ирландии был назначен Эдмунд Мортимер, 3-й граф Марч, владевший благодаря браку с двоюродной сестрой Ричарда титулом графа Ольстера. Ему удалось упрочить власть англичан в Ирландии, но в 1381 году он умер.
В 1382 году противостояние ирландцев с англичанами вновь обострилось, и возникла реальная угроза потерять Ирландию, приносившую королевской казне ощутимый доход. Сначала Ричард решил назначить новым наместником герцога Глостера. Но позже он решил отправиться туда сам. Ричард стал первым английским монархом, посетившим Ирландию с 1210 года.
Поход начался в конце сентября 1394 года. Короля сопровождали: герцог Глостер; юный Роджер Мортимер, 4-й граф Марч, наследник погибшего Эдмунда; двоюродный брат короля Эдуард Норичский, граф Ратленд; единоутробный брат короля Джон Холланд; бывший лорд-апеллянт Томас Моубрей, граф Ноттингем. Также короля сопровождал ряд менее знатных баронов. Джон Гонт в это время отбыл в Гасконь, а протектором королевства остался другой дядя короля — Эдмунд Лэнгли, герцог Йорк.
2 октября английская армия высадилась в Уотерфорде, после чего отправилась в Дублин. Кроме нескольких мелких стычек с ирландцами сопротивления она практически не встретила. В Дублине Ричард занялся восстановлением своих прав. К нему прибыли ирландские вожди, получив в обмен на клятву верности подтверждение прав на свои земли. Прибыли также и все четыре ирландских короля, которых Ричард принял с почестями, возведя их в рыцари. Хотя ирландским правителям не очень понравилось, что Ричард велел им научиться английским манерам и надеть вместо традиционных килтов английские панталоны, они это стерпели. Правда, не явились «мятежные англичане» — англо-ирландские бароны, несколько подпортив торжество королю. Скорее всего, они побоялись, что владыка лишит их титулов и земли. Из Ирландии Ричард отплыл 1 мая 1395 года, оставив наместником графа Марча.
Результаты ирландского похода превзошли все ожидания короля и его советников, значительно повысив авторитет Ричарда и его популярность. Это настолько увеличило его самомнение, что он рискнул на вызвавший всеобщее негодование поступок. Его бывший фаворит, Ричард де Вер, погиб в изгнании в 1387 году. Сейчас же король распорядился перезахоронить его забальзамированное тело в родовом склепе графов Оксфорда. Во время церемонии Ричард приказал открыть гроб и надел на палец мёртвого друга свой перстень. Но большинство представителей знати эти похороны проигнорировали, вызвав у короля глубокую досаду. Прибыл на них только Джон Гонт, заключивший в мае 1394 года очередное перемирие с Францией.
Джон Гонт к тому моменту овдовел и женился на своей давней любовнице, Екатерине Суинфорд. Ричард дал своё согласие на этот брак, а также на то, чтобы Джон Гонт узаконил своих четырёх детей от Екатерины, получивших фамилию Бофорт.

### Новый брак короля
В 1396 году возник план нового брака Ричарда. Выбор пал на Изабеллу, дочь короля Франции Карла VI. Основной целью этого брака была нормализация отношений с Францией. Война продолжалась, однако Англия нуждалась в продлении перемирия на 28 лет. Для его заключения Ричард совершил поездку в Париж.
Изабелла была восторженно встречена в Кале, где 1 ноября 1396 года прошла церемония бракосочетания. Короля не смутил тот факт, что его невесте в то время было всего 7 лет. Он ещё тосковал по умершей Анне, поэтому брак с девочкой давал ему достаточно времени на то, чтобы смириться с потерей. Позже он сильно привязался к Изабелле.
Однако возникли некоторые трудности с признанием брака в Англии. Франция была давним врагом Англии, кроме этого, страны поддерживали и разных пап после раскола. Короли Франции приняли сторону авиньонских пап, и союз Англии с Францией не устраивал римского папу Бонифация IX. Ричард заключил с королём Франции договор, согласно которому тот обещал «помогать и поддерживать [Ричарда] против всякого рода лиц, обязанных повиноваться, а также помогать и поддерживать его всеми имеющимися средствами против посягательств кого-либо из подданных». Лорды опасались, что, используя эту статью, Ричард может призвать французскую армию для борьбы со своими соперниками. Герцог Глостер и граф Арундел громко протестовали против подобного брака. Но племянника в очередной раз поддержал Джон Гонт, в результате чего в январе 1397 года Изабелла была коронована как королева Англии.

## Кризис 1397—1399 годов

### Расправа с лордами-апеллянтами
В январе 1397 года в Вестминстере впервые за два года был созван парламент. Хотя враждебности к королю с его стороны не было, он отказался финансировать сумасбродный проект Ричарда, который желал выполнить данное своему тестю Карлу VI обещание отправить английскую армию на помощь герцогу Бургундии, воевавшему против Джан Галеаццо Висконти, герцога Милана. 1 февраля парламенту была представлена петиция, которую подал клерк Томас Хакси. В одном из пунктов петиции Хакси протестовал против огромных трат королевского двора. Этот пункт вызвал возмущение Ричарда, который заставил лордов подобные попытки, задевающие статус и привилегии короля, квалифицировать как государственную измену. В результате 7 февраля Хакси был казнён, причём парламент применил к закону обратную силу. Репутация короля сильно пострадала, а его самомнение ещё выросло.
По мнению некоторых историков, к петиции Хакси могли быть причастны герцог Глостер и граф Арундел. Их влияние неуклонно падало, при этом росло влияние нового фаворита Ричарда — Эдуарда Норичского, графа Ратленда. Кроме того, их раздражали сумасбродные проекты короля вроде попыток канонизации Эдуарда II и стремления стать императором Священной Римской империи.
В любом случае, отношения Глостера и Арундела с королём окончательно испортились. В феврале они отказались явиться на королевский совет. А в начале июня Глостер на королевском банкете в Вестминстере публично высказал возмущение из-за уступки по условиям 28-летнего перемирия Бреста и Шербура Франции. Вскоре пошли слухи, что Глостер, Арундел и Уорик замышляют против короля. Неизвестно, насколько слухи были правдивы, но Ричард решил перестраховаться и расправиться с лордами-апеллянтами.
10 июля король пригласил Глостера, Арундела и Уорика на королевский банкет. Позже историк Томас Уолсингем сравнил этот банкет с пиром царя Ирода, на котором Саломея в награду за танец потребовала голову Иоанна Крестителя. Глостер и Арундел приглашение отклонили, а Уорик пришёл. После окончания пира по приказу короля Уорика схватили и заключили в Тауэр. Через пару недель Ричард приказал схватить и Арундела, причём он опять прибегнул к обману, пообещав архиепископу Кентерберийскому, брату Арундела, что с тем ничего не случится. Арундел был отправлен в заключение в замок Карисбрук на острове Уайт. Затем настала очередь герцога Глостера. Для его ареста Ричард собрал внушительную свиту, в которую вошли в том числе его единоутробный брат Джон Холланд, граф Хантингдон, и племянник Томас Холланд, граф Кент, после чего ночью прибыл в замок Плеши в Эссексе, где находился герцог. Король объявил, что он прибыл к Глостеру, поскольку тот не смог сам прибыть на банкет. Герцог запросил пощады, но Ричард был твёрд, напомнив, как тот 9 лет назад отказался выполнить мольбу королевы о пощаде Саймону Берли. Глостера отправили в заключение в Кале.
17 сентября 1397 года в Вестминстере собрался парламент — последний во время правления Ричарда. Он стал своеобразным зеркальным отображением «Безжалостного парламента», но теперь обвиняемыми были бывшие обвинители Глостер, Арундел и Уорик. Порядок судебного разбирательства был тем же, что и 9 лет назад. В качестве апеллянтов выступили 8 лордов, в числе которых были единоутробный брат короля — граф Хантингдон, племянник — граф Кент, а также двоюродные братья — граф Ратленд и граф Сомерсет (узаконенный сын Джона Гонта от Екатерины Суинфорд).
Первым был вызван граф Арундел. Несмотря на то, что он отверг все обвинения и заявил, что получил от короля два прощения, ему был вынесен смертный приговор — казнь через повешение, который король заменил на менее позорную казнь — отсечение головы. Приговор был приведён в исполнение сразу же на Тауэрском холме в присутствии графов Кента, Сомерсета и Ноттингема (зятя Арундела и бывшего соратника).
Следующим должен был предстать герцог Глостер, но парламенту сообщили, что тот умер в Кале. Никто не сомневался, что герцог был убит по приказу короля. Но Глостера всё равно обвинили в измене и конфисковали владения в пользу короны. Третий обвиняемый, граф Уорик, признал свою вину и умолял короля о прощении, по сообщению Адама из Аска, плача «как ничтожная старая баба». Его также приговорили к повешению, но король милостиво согласился заменить казнь на пожизненную ссылку на остров Мэн.
В числе обвиняемых неожиданно для всех оказался ещё и брат Арундела — Томас Фицалан, архиепископ Кентерберийский. Возможно, причиной послужило то, что Томас отказался исполнить приказ короля назначить мирского проктора, который мог выступать от имени духовенства. Архиепископу запретили выступать в собственную защиту, и 25 сентября его приговорили к конфискации владений и изгнанию из Англии.
После расправы над лордами-апеллянтами король вознаградил своих сторонников. Генрих Болингброк, которому король простил прежнее участие в мятеже, получил титул герцога Херефорда, ещё один бывший апеллянт, Томас Моубрей, получил титул герцога Норфолка, Джон Холланд — титул герцога Эксетера, Томас Холланд — титул герцога Суррея, Эдуард Норичский — титул герцога Албермайля (Омерля). Графство Чешир и ряд других владений Арундела в Уэльсе были присоединены к короне. 30 сентября парламент утвердил все решения и отправился на перерыв.

### Изгнание Болингброка и Моубрея
После перерыва парламент вновь собрался 27 января 1398 года в Шрусбери. На нём по настоянию короля и семи апеллянтов были отменены все решения «Безжалостного парламента», принятые «против желания и воли короля и ущемляющие привилегии короны». В итоге титул графа Саффолка был возвращён наследнику Майкла де Ла Поля.
Но 30 января Генрих Болингброк, герцог Херефорд, обвинил Томаса Моубрея, герцога Норфолка, в том, что тот замышляет против короны, опасаясь расправы за участие в мятеже лордов-апеллянтов. Неизвестно, насколько были обоснованы обвинения, но король назначил специальную комиссию из 18 человек для расследования заговора, после чего 31 января распустил парламент.
29 апреля комиссия собралась в Виндзорском замке, где перед ней предстали герцоги Норфолк и Херефорд. Норфолк отказался признать, что он замышлял против короля — по его словам это было, но давно, и он получил на это королевское прощение. Но Болингброк настаивал на своём, обвинив Норфолка в том, что тот давал королю дурные советы и повинен во многих бедах королевства, в том числе и в убийстве герцога Глостера, и предложил подтвердить свою правоту судебным поединком.
Поединок был назначен на 17 сентября в Ковентри. На него съехались пэры, рыцари и дамы из разных уголков Англии. Отсутствовал только Джон Гонт, который после заседания парламента в Шрусбери удалился на покой — по сообщению Фруассара — из-за болезни, которая в итоге привела к его смерти. Публика встретила обоих герцогов приветственными криками, причём Болингброка приветствовала более громко. Но тут неожиданно вмешался Ричард. Он не любил своего двоюродного брата и опасался, что вероятная победа герцога Херефорда сделает его самым популярным человеком в стране. Бросив свой жезл, он остановил поединок. Было объявлено, что ни один из герцогов не получит Божественного благословения, и оба изгонялись из Англии: Болингброк на 10 лет, а Моубрей — пожизненно.

### 1399 год
С начала 1399 года Ричард объезжал страну. При этом с ним постоянно были 400 чеширских лучников, а в некоторых регионах свита увеличивалась за счёт местных рыцарей и сквайров. Король снова стал бездумно тратить деньги, которых ему не хватало. Средства могли поступить в казну только за счёт войны, но в это время было перемирие с соседними странами. Для того чтобы раздобыть деньги, Ричард потребовал у всех, кто был вовлечён в мятеж лордов-апеллянтов, купить себе помилование. С 17 графств (включая Лондон) он потребовал по тысяче фунтов. Кроме того, король постоянно вымогал деньги у общин и отдельных лиц. К маю 1399 года он был должен 6570 фунтов лондонцам, 5550 фунтов разным общинам, 3180 фунтов церкви и 1220 — частным кредиторам. Подобная неблагоразумная политика привела к тому, что его популярность в стране стала очень низкой, его ненавидела не только знать, но и большая часть населения.
3 февраля 1399 года умер Джон Гонт, всегда остававшийся соратником короля. Его верность не поколебало даже изгнание сына. Смерть Гонта оказалась фатальной для короля, поскольку только старый герцог помогал поддерживать престиж короны. Наследником Джона Гонта по закону был изгнанный Генрих Болингброк. Но король отказался признать завещание герцога: его огромные владения он раздал своим фаворитам — герцогам Эксетеру, Албермайлю и Суррею. Кроме того, он заменил десятилетнее изгнание Болингброка на пожизненное. Если до этого момента ещё сохранялась надежда на мирное решение конфликта, то Ричард своим необдуманным поступком продемонстрировал, что в Англии больше не действует закон о наследовании.
Ко всему прочему Ричард вёл себя так, что дал повод сомневаться в его здравом уме. Короля окружали прорицатели и шарлатаны, которые предсказывали ему великие достижения. По сообщениям хронистов, во время церковных праздников король восседал на троне, заставляя всех проходивших падать к его ногам. Во всех путешествиях его сопровождала вооружённая охрана.
В это же время снова осложнилась ситуация в Ирландии. В 1398 году был убит королевский наместник Роджер Мортимер, граф Марч. А в 1399 году восстали два ирландских короля. Помня о триумфальной первой экспедиции, Ричард не колебался, хотя советники и пытались его отговорить, опасаясь того, что отсутствием короля может воспользоваться изгнанный Болингброк. Но король никого не слушал.
Для похода были нужны деньги, но Ричард планировал компенсировать затраты за счёт продажи движимого имущества покойного Джона Гонта. Наместником Ирландии он назначил герцога Суррея. Протектором королевства на время своего отсутствия король снова назначил герцога Йорка, помогать которому должны были канцлер Эдмунд Стаффорд, епископ Эксетера, казначей Уильям ле Скруп, граф Уилтшир, и хранитель большой печати Ричард Клиффорд, епископ Вустера. Также в Англии оставались сэр Джон Буши, сэр Уильям Бэгот и сэр Генри Грин. Ричард отплыл в мае, его сопровождали герцоги Эксетер и Албермайль и графы Вустер и Солсбери. Кроме того, король взял с собой сыновей Болингброка и Глостера.
Однако, в отличие от первого похода, на этот раз Ричард успеха не добился. Ирландцы развязали против его большой армии партизанскую войну, не вступая в открытые сражения. Добравшись до Дублина, Ричард объявил награду за голову ирландского короля Макмарроха, однако без особой пользы. Вскоре ему пришлось вернуться в Уотерфорд, где он узнал о вторжении в Англию Болингброка.

### Свержение с престола
Отсутствием короля в Англии сполна воспользовался Генри Болингброк. Он уже 9 месяцев жил в Париже, вместе с ним там находились Томас Фицалан, наследник казнённого графа Арундела, и изгнанный архиепископ Арундел, брат казнённого графа. Они достаточно быстро узнали об экспедиции Ричарда и в конце июня, снарядив 3 корабля, отплыли из Булони. Адам из Уска сообщает, что Болингброка сопровождало не больше 300 соратников. Остановившись на некоторое время в Певенси, корабли доплыли до Равенскара (Северный Йоркшир). Эти земли были владениями Ланкастеров, здесь Болингброк мог рассчитывать на поддержку. Он объявил себя герцогом Ланкастером и 13 июля уже был в Донкастере, где к нему присоединились два могущественных северных барона — Генри Перси, граф Нортумберленд, со старшим сыном Генри Хотспером, а также Ральф Невилл, граф Уэстморленд. Под знамёна Болингброка стекались и простолюдины — у него присутствовало обаяние, которого был лишён Ричард. Причём людей оказалось настолько много, что часть из них Болингброк был вынужден распустить по домам.
Узнав о появлении Болингброка, герцог Йорк, не доверяя лондонцам, перебрался в Сент-Олбанс. Там он начал набирать армию, одновременно направляя Ричарду просьбы вернуться. Затем он с советом отправился на запад, чтобы встретиться с королём, но по дороге наткнулся на мятежников. В итоге герцог Йорк укрылся в Беркли, а граф Уилтшир, Буши и Грин отправились в Бристоль, где попытались организовать сопротивление. Уильям Бэгот бежал в Чешир.
27 июля Болингброк подошёл со своей армией к Беркли. Герцог Йоркский даже не пытался оказать сопротивление и сдался. Оттуда Болингброк отправился к Бристолю, где вынудил Йорка отдать приказ о сдаче замка, после чего приказал казнить захваченных Уилтшира, Буши и Грина; их головы были выставлены на воротах Лондона, Йорка и Бристоля.
Узнав о высадке в Англии Болингброка, Ричард 27 июля отплыл из Ирландии. Герцог Албермайль порекомендовал королю разделить армию. По мнению историков, он сразу же понял, что Ричард не сможет победить, и решил встать на сторону Ланкастера. Послушавшись совета, Ричард отправил передовой отряд под командованием графа Солсбери в Северный Уэльс с приказом набрать подкрепление, сам же высадился в Хаверфордуэсте. Далее он несколько дней безуспешно пытался найти в Гламоргане дополнительные войска, после чего двинулся к Честеру. Однако он добрался только до замка Конуи, где его ждал Солсбери, и узнал, что Честер 11 августа был захвачен Болингброком.
Армия Солсбери к тому моменту разбежалась, поскольку прошёл слух, что король мёртв. Граф Вустер и герцог Албермайль перешли на сторону Болингброка. У Ричарда была возможность отступить — у него оставались корабли, на которых он мог или вернуться в Ирландию, или бежать во Францию. Однако король так и остался в замке, не доверяя никому. Лишь когда у ворот появились граф Нортумберленд и архиепископ Арундел, он приказал их впустить.
Требования, переданные королю, были не слишком обременительными. Согласно им, король должен был вернуть Болингброку всё отцовское наследство и восстановить его в правах. При этом право Болингброка на должность стюарда Англии должно было быть рассмотрено парламентом без вмешательства короля, а пятеро советников короля должны были предстать перед судом. Нортумберленд поклялся, что если требования будут выполнены, то Ричард сохранит корону и власть, а герцог Ланкастер выполнит все условия соглашения. Ричард согласился на все требования и выехал из замка в сопровождении небольшой свиты на встречу с двоюродным братом. Но по пути король попал в засаду, устроенную Нортумберлендом (однако последний потом отрицал это), и был отвезён в замок Флинт, где стал пленником Болингброка.
Если изначально Болингброк желал вернуть себе незаконно отобранное, теперь он изменил свои намерения. Он понимал, что, получив свободу, Ричард начнёт мстить. Доверия к королю не было никакого. К тому же, по мнению Болингброка, Англия нуждалась в другом короле. Поскольку у Ричарда не было детей, в 1385 году парламент утвердил в качестве наследника Роджера Мортимера, 4-го графа Марча, который был по матери внуком Лайонеля, герцога Кларенса, второго сына Эдуарда III. Но Роджер погиб в 1398 году, его наследнику Эдмунду Мортимеру, 5-му графу Марчу, было всего 8 лет. Генрих Болингброк был старше и опытнее, а восторженная встреча, которую ему оказывало население страны, убедила его в том, что англичане его примут в качестве короля. Хотя его отец и был младшим братом герцога Кларенса, но он мог обосновать свои права только происхождением по мужской линии, а не по женской.
Однако Болингброку требовалось убедить парламент низложить Ричарда, провозгласив новым королём герцога Ланкастера. Существовал прецедент свержения короля — в 1327 году был низложен Эдуард II, но ему тогда наследовал старший сын Эдуард III. Для того, чтобы обосновать свои права, требовалось что-то иное, поскольку права на престол графа Марча, отца которого парламент утвердил наследником, были более предпочтительными. Необходимых ему прецедентов Генрих найти не мог. Он даже пытался использовать старую легенду, по которой предок его матери, Эдмунд Горбатый, родился раньше своего брата Эдуарда I, однако из-за физических недостатков был отстранён от престола, но доказать достоверность этой истории Болингброк не мог. Следующей идеей было обосновать захват короны правом завоевателя, однако ему сразу указали на то, что подобное противоречит законам. В итоге оставался единственный вариант: Болингброка мог провозгласить королём парламент. Однако и здесь существовал подводный камень: парламент получал слишком большую власть и мог при желании отменить своё постановление. Однако Болингброку удалось найти выход.
В конце сентября Ричарда перевезли в Лондон, разместив в Тауэре. 29 сентября он в присутствии множества свидетелей подписал акт об отречении от престола, после чего положил корону на землю, отдавая её таким образом Богу. 30 сентября в Вестминстере собрался парламент, созванный по подписанному Ричардом по указанию Болингброка предписанию. Однако по идее Генриха это был не парламент, а ассамблея, созванная как парламент. В отличие от парламента, на ассамблее присутствия короля не требовалось. Трон остался пустым. Архиепископ Йоркский Ричард ле Скруп зачитал отречение короля, а также документ, в котором перечислялись все его преступления. Несмотря на то, что Ричард желал лично защищать себя, ему такой возможности предоставлено не было. Попытку епископа Карлайла Томаса Мерка и ряда других сторонников короля выступить в его защиту проигнорировали. В итоге отречение Ричарда было признано ассамблеей. Далее выступил Генрих Болингброк, предъявив свои претензии на трон, после чего его провозгласили королём. 13 октября он был коронован под именем Генриха IV.

## Смерть Ричарда
23 октября палата лордов решила, что Ричарда нужно поместить в укреплённое место, откуда его не смогут освободить. 27 октября парламент узнал, что бывший король приговорён к пожизненному заключению, однако место, в котором он будет его отбывать, было оставлено в тайне. 28 октября Ричарда тайно вывезли из Тауэра и перевезли в замок Понтефракт в Йоркшире. Там он и провёл остаток своих дней.
В январе 1400 года открылся заговор некоторых бывших соратников Ричарда, которые замыслили убить Генриха IV и его сыновей. В итоге заговорщиков схватили и казнили.
Точная дата смерти Ричарда, а также её обстоятельства не установлены. Холиншед утверждал, что Ричарда зарубил сэр Пирс Экстон, услышавший жалобу нового короля на то, что никто не хочет избавить его от «этого живого страха». Однако современные историки сомневаются в достоверности этого сообщения. По их мнению, если Ричард был убит, то его, вероятнее всего, задушили. Существует также легенда, согласно которой Ричард умер от голода — он узнал о провале попытки его освободить, после чего лёг, отвернулся к стене и отказался от еды.
Существуют сведения о том, что 29 января 1400 года о смерти Ричарда стало известно при французском дворе, хотя в некоторых источниках приводится дата 14 февраля.
Чтобы развеять слухи о том, что Ричард жив, его тело доставили в Лондон, показывая на всём протяжении пути. После того как его два дня продержали в соборе Святого Павла, Генрих IV присутствовал на заупокойной мессе. Ричарда похоронили в замке Лэнгли (Хартфордшир). Но после смерти Генриха IV в 1413 году его наследник, Генрих V, велел перенести останки низложенного короля в Вестминстерское аббатство — в усыпальницу, где была похоронена первая жена Ричарда, Анна. На надгробии поместили выполненную ещё при жизни Ричарда его скульптуру, авторами которой были лондонские медники Николас Броукер и Годфри Престом.

## Итоги правления
Неразумная политика короля привела к серьёзным внутренним потрясениям, в результате которых он был свергнут. В итоге престиж королевской власти при Ричарде очень сильно упал, кроме того, возникли экономические трудности, связанные с алчностью советников короля. В то же время Ричард оставил заметный след как в истории Англии, так и в её культуре. Кроме того, Англия при Ричарде жила в относительном мире с соседями, Шотландией и Францией, военных действий практически не было, хотя формально Столетняя война продолжалась. Но само свержение Ричарда стало первым шагом к серии феодальных междоусобиц в Англии во второй половине XV века — так называемой «Войне Алой и Белой розы».
Во время правления Ричарда при английском дворе произошли серьёзные изменения — во многом под влиянием Анны, первой жены Ричарда. Если в годы правления Эдуарда III в королевских дворцах преобладал военный аскетизм (формальностей и этикета практически не было, главенствующее положение занимали мужчины, женщинам полагалось знать своё место), то теперь при дворе появились изысканность и утончённость. Кроме того, при дворе появился ряд новых условностей, а также значительно увеличилось присутствие женщин — дам королевы родом из Австрии, Чехии, Франции, Германии, Венгрии и Польши. При дворе стали подавать изысканные блюда, а также произошли изменения в мужской моде. Именно в это время портняжничество превратилось в искусство: до Ричарда одежда королей (если не брать во внимание официальные приёмы) была простой и практичной, теперь же стал популярен пошив элегантной мужской одежды, которая обязательно дополнялась украшениями и драгоценностями.
Кроме того, Ричард был большим любителем литературы. Уже в тринадцатилетнем возрасте он начал скупать книги. Ко времени его смерти королевская библиотека насчитывала несколько десятков томов — для того времени настолько крупные библиотеки были редкостью, поскольку книги были только рукописные. Хронист Жан Фруассар рассказывает, что во время королевской аудиенции он подарил Ричарду сборник своих стихов о любви. Ричард покровительствовал и искусству, при его дворе на королевских банкетах выступали поэты, которые читали поэмы не только на французском, но и на английском языке. Первое место принадлежало Джефри Чосеру, которого считают создателем литературного английского языка. А сам Ричард, по мнению ряда историков, был первым английским королём, который свободно говорил на английском языке. Кроме того, Ричард был первым английским королём, для которого создавались прижизненные портреты. Также во время правления Ричарда был восстановлен Вестминстерский дворец.